# قط بري آسيوي
القط البري الآسيوي (الاسم العلمي: Felis lybica ornata)، المعروف أيضًا باسم قط السهوب البري الآسيوي وقط الصحراء الهندي، على الرغم من أنه يعيش في آسيا إلا أنه يعتبر نويع من القطط البرية الإفريقية، يوجد من شرق بحر قزوين شمالًا إلى كازاخستان، إلى غرب الهند وغرب الصين وجنوب منغوليا. لا توجد معلومات عن وضعه الحالي أو أعداد جمهرته في نطاق انتشار القطط البرية الآسيوية عمومًا، ولكن يُعتقد أن أعداده آخذة في الانخفاض.